# سن پابلو (کاخامارکا)
سن پابلو (به اسپانیایی: San Pablo) یک منطقهٔ مسکونی در پرو است که در San Pablo District, San Pablo واقع شده‌است. سن پابلو ۲٬۳۶۵ متر بالاتر از سطح دریا واقع شده‌است.